# Paroedura
Paroedura es un género de la familia Gekkonidae que incluye una quincena de especies de geckos endémicos de Madagascar y el archipiélago de las Comoras.

## Especies
Según The Reptile Database:
- Paroedura androyensis (Grandidier, 1867)
- Paroedura bastardi (Mocquard, 1900)
- Paroedura gracilis (Boulenger, 1896)
- Paroedura homalorhina (Angel, 1936)
- Paroedura hordiesi (Glaw, Rösler, Ineich, Gehring, Köhler & Vences, 2014)
- Paroedura ibityensis Rösler & Krüger, 1998
- Paroedura karstophila Nussbaum & Raxworthy, 2000
- Paroedura lohatsara Glaw, Vences & Schmidt, 2001
- Paroedura maingoka Nussbaum & Raxworthy, 2000
- Paroedura manongavato Piccoli, Belluardo, Lobón-Rovira, Alves, Rasoazanany, Andreone, Rosa & Crottini, 2023[3]
- Paroedura masobe Nussbaum & Raxworthy, 1994
- Paroedura oviceps (Boettger, 1881)
- Paroedura picta (Peters, 1854)
- Paroedura sanctijohannis Günther, 1879
- Paroedura stellataHawlitschek & Glaw, 2012[1]
- Paroedura stumpffi (Boettger, 1879)
- Paroedura tanjaka Nussbaum & Raxworthy, 2000
- Paroedura vahiny Nussbaum & Raxworthy, 2000
- Paroedura vazimba Nussbaum & Raxworthy, 2000